# Danh sách giải thưởng và đề cử của Martin Garrix
Đây là danh sách giải thưởng và đề cử của DJ người Hà Lan Martin Garrix.

## Danh sách giải thưởng
| Năm  | Giải thưởng                      | Thể loại                                    | Đề cử cho                        | Kết quả      | Ref.              |
| ---- | -------------------------------- | ------------------------------------------- | -------------------------------- | ------------ | ----------------- |
| 2013 | Giải Âm nhạc Dance               | Best Electro / Progressive Track            | Martin Garrix                    | Đoạt giải    | [ 1 ]             |
| 2013 | Giải Âm nhạc Dance               | DJ of the Year                              | Martin Garrix                    | Đoạt giải    | [ 1 ]             |
| 2013 | Giải Âm nhạc Dance               | Newcomer of the Year                        | Martin Garrix                    | Đoạt giải    | [ 1 ]             |
| 2014 | Young Hollywood Awards           | Breakout Music Artist                       | Martin Garrix                    | Đề cử        | [ 2 ]             |
| 2014 | Teen Choice Awards               | Choice Music: Electronic Dance Music Artist | Martin Garrix                    | Đề cử        | [ 3 ]             |
| 2014 | Teen Choice Awards               | Choice Music: Electronic Music Dance Song   | "Animals"                        | Đề cử        | [ 3 ]             |
| 2014 | The Buma Awards                  | Best International Song                     | "Animals"                        | Đoạt giải    | [ cần dẫn nguồn ] |
| 2014 | MTV Video Music Awards           | MTV Clubland Award                          | "Animals"                        | Đề cử        | [ 2 ]             |
| 2014 | NRJ DJ Awards                    | Best Music                                  | "Animals"                        | Đoạt giải    | [ 4 ]             |
| 2014 | NRJ DJ Awards                    | Best Live Performance                       | Martin Garrix                    | Đoạt giải    | [ 4 ]             |
| 2014 | MTV Europe Music Awards          | Best Dutch Act                              | Martin Garrix                    | Đề cử        | [ cần dẫn nguồn ] |
| 2014 | World Music Awards               | World's Best Song                           | "Animals"                        | Đề cử        | [ cần dẫn nguồn ] |
| 2014 | World Music Awards               | World's Best Video                          | "Animals"                        | Đề cử        | [ cần dẫn nguồn ] |
| 2014 | World Music Awards               | Best Male Artist                            | Martin Garrix                    | Đề cử        | [ cần dẫn nguồn ] |
| 2014 | World Music Awards               | World's Best Entertainer of the Year        | Martin Garrix                    | Đề cử        | [ cần dẫn nguồn ] |
| 2014 | World Music Awards               | Best Electronic Dance Music Artist          | Martin Garrix                    | Đề cử        | [ cần dẫn nguồn ] |
| 2014 | Echo Award                       | Best Club / Dance Artist                    | Martin Garrix                    | Đề cử        | [ cần dẫn nguồn ] |
| 2015 | YouTube Music Awards             | 50 artists to watch                         | Martin Garrix                    | Đoạt giải    | [ 5 ]             |
| 2015 | iHeartRadio Music Awards         | Dance Song of the Year                      | "Animals"                        | Đề cử        | [ cần dẫn nguồn ] |
| 2015 | MTV Europe Music Awards          | Best Electronic                             | Martin Garrix                    | Đoạt giải    | [ 6 ]             |
| 2015 | MTV Europe Music Awards          | Best Dutch Act                              | Martin Garrix                    | Đề cử        | [ cần dẫn nguồn ] |
| 2015 | DJ Awards                        | Best Electro/Progressive House              | Martin Garrix                    | Đề cử        | [ 7 ]             |
| 2015 | DJ Awards                        | Best International DJ                       | Martin Garrix                    | Đề cử        | [ 7 ]             |
| 2016 | International Dance Music Awards | Best Electro / Progressive House Track      | "The Only Way Is Up"             | Đề cử        | [ 8 ]             |
| 2016 | International Dance Music Awards | Best Global DJ                              | Martin Garrix                    | Đề cử        | [ 8 ]             |
| 2016 | MTV Millennial Awards            | Beat Guru                                   | Martin Garrix                    | Đoạt giải    | [ 9 ]             |
| 2016 | MTV Europe Music Awards          | Best Electronic                             | Martin Garrix                    | Đoạt giải    | [ 10 ]            |
| 2016 | MTV Europe Music Awards          | Best World Stage Performance                | Martin Garrix                    | Đoạt giải    | [ 10 ]            |
| 2016 | NRJ Music Awards                 | Best International DJ                       | Martin Garrix                    | Đoạt giải    | [ 11 ]            |
| 2016 | NRJ Music Awards                 | Best Live Performance                       | Martin Garrix                    | Đoạt giải    | [ 11 ]            |
| 2017 | WDM Radio Awards                 | Best DJ                                     | Martin Garrix                    | Đoạt giải    | [ 12 ]            |
| 2017 | WDM Radio Awards                 | Best Party DJ                               | Martin Garrix                    | Đề cử        | [ 12 ]            |
| 2017 | WDM Radio Awards                 | King of Social Media                        | Martin Garrix                    | Đoạt giải    | [ 12 ]            |
| 2017 | WDM Radio Awards                 | Best Global Track                           | "In the Name of Love"            | Đề cử        | [ 12 ]            |
| 2017 | Kids' Choice Awards              | Favorite DJ/EDM Artist                      | Martin Garrix                    | Đề cử        | [ 13 ]            |
| 2017 | MTV Millennial Awards            | Best DJ                                     | Martin Garrix                    | Đoạt giải    | [ 14 ]            |
| 2017 | MTV Millennial Awards            | Worldwide Instagrammer of the Year          | Martin Garrix                    | Đề cử        | [ 14 ]            |
| 2017 | Electronic Music Awards          | Single of the Year                          | "Scared to Be Lonely"            | Đề cử        | [ 15 ]            |
| 2017 | BreakTudo Awards                 | Best DJ                                     | "There For You" feat Troye Sivan | Đề cử        | [ 16 ]            |
| 2017 | DJ Awards                        | Best International DJ                       | Martin Garrix                    | Đề cử        | [ 17 ]            |
| 2017 | DJ Awards                        | Best Big Room House                         | Martin Garrix                    | Đề cử        | [ 17 ]            |
| 2018 | WDM Radio Awards                 | Best DJ                                     | Martin Garrix                    | Đoạt giải    | [ 18 ]            |
| 2018 | WDM Radio Awards                 | Best Party DJ                               | Martin Garrix                    | Đề cử        | [ 18 ]            |
| 2018 | WDM Radio Awards                 | King of Social Media                        | Martin Garrix                    | Đề cử        | [ 18 ]            |
| 2018 | WDM Radio Awards                 | Best Bass Track                             | "Scared to Be Lonely"            | Đoạt giải    | [ 18 ]            |
| 2018 | International Dance Music Awards | Best Male Artist (Mainstream)               | Martin Garrix                    | Đề cử        | [ 19 ]            |
| 2018 | International Dance Music Awards | Best Song                                   | "Scared to Be Lonely"            | Đề cử        | [ 19 ]            |
| 2018 | MTV Europe Music Awards          | Best Electronic                             | Martin Garrix                    | Chưa công bố | [ 20 ]            |

### DJ Magazine top 100 DJ
| Năm  | Vị trí | Chú thích  | Ct.    |
| ---- | ------ | ---------- | ------ |
| 2013 | 40     | Vị trí mới | [ 21 ] |
| 2014 | 4      | Lên 36     | [ 21 ] |
| 2015 | 3      | Lên 1      | [ 21 ] |
| 2016 | 1      | Lên 2      | [ 21 ] |
| 2017 | 1      | Không đổi  | [ 21 ] |
| 2018 | 1      | Không đổi  | [ 21 ] |
| 2019 | 2      | Xuống 1    | [ 21 ] |
| 2020 | 3      | Xuống 1    | [ 21 ] |
| 2021 | 2      | Lên 1      | [ 21 ] |
| 2022 | 1      | Lên 1      | [ 21 ] |
| 2023 | 3      | Xuống 2    | [ 21 ] |
| 2024 | 1      | Lên 2      | [ 21 ] |